# كولدو آلفاريز
كولدو آلفاريز (Koldo Álvarez) (4 سبتمبر 1970 في فيتوريا-غاستيز في إسبانيا - )؛ هو لاعب كرة قدم كان يلعب كحارس مرمى. يلعب مع منتخب أندورا لكرة القدم منذ عام 1998.

## وصلات خارجية
- كولدو آلفاريز على موقع الاتحاد الدولي (مؤرشف)  (الإنجليزية)
- كولدو آلفاريز على موقع الاتحاد الأوربي (الإنجليزية)
- كولدو آلفاريز على موقع قاعدة بيانات كرة القدم.إي يو (الإنجليزية)
- كولدو آلفاريز على موقع بيانات كرة القدم. دي إي (الألمانية)
- كولدو آلفاريز على موقع ناشيونال فوتبول تيمز (الإنجليزية)
- كولدو آلفاريز على موقع عالم كرة القدم.نت (الإنجليزية)